# Convair CV-990

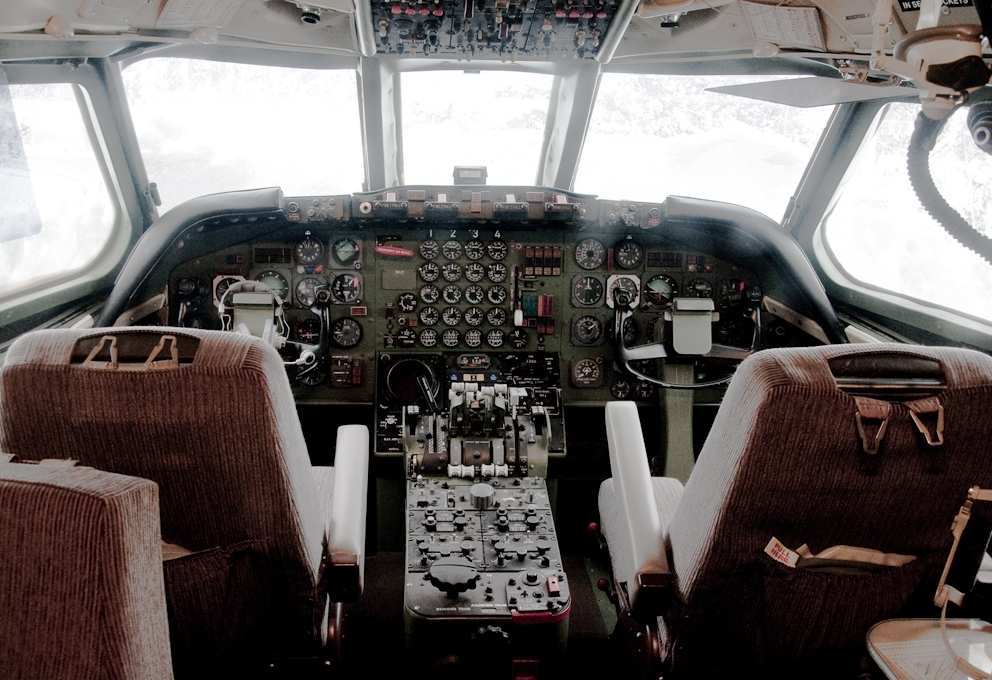
Cockpit einer Convair CV-990

Die Convair CV-990, auch bekannt als Convair 990 oder Coronado, ist ein vierstrahliges Düsen-Verkehrsflugzeug der Consolidated Vultee Aircraft Corporation, genannt Convair. Sie ist im Wesentlichen eine vergrößerte Version der Convair CV-880.

## Technik
Bei dem Bau der Convair 990 verzichtete man auf einen Prototyp, da man auf dem kurz zuvor vorgestellten Basismodell Convair 880 Golden Arrow aufbaute und somit kein „neues“ Flugzeug, sondern eine verbesserte Version produzieren wollte. Die CV-990 ist gute drei Meter länger als die CV-880. Die CV-990 sollte mit einer Reisegeschwindigkeit von ca. Mach 0,90 noch etwas schneller als die CV-880 werden. Deshalb bekam sie einen neuen Flügel mit Strömungskörpern (auch Küchemann-Karotten genannt), um zu verhindern, dass die Luftströmung auf der Flügeloberseite die Schallgeschwindigkeit überschritt, gleichzeitig dienten sie als Tanks. Die Convair CV-990 besaß vier Turbofan-Triebwerke General Electric CJ805-23B mit einer Aft-Fan-Auslegung. Bei Aft-Fan-Triebwerken befindet sich die Fanstufe nicht vorn, sondern hinten im Triebwerk. Ein Nachteil dieser Triebwerke war ihre große Raucherzeugung.

## Geschichte

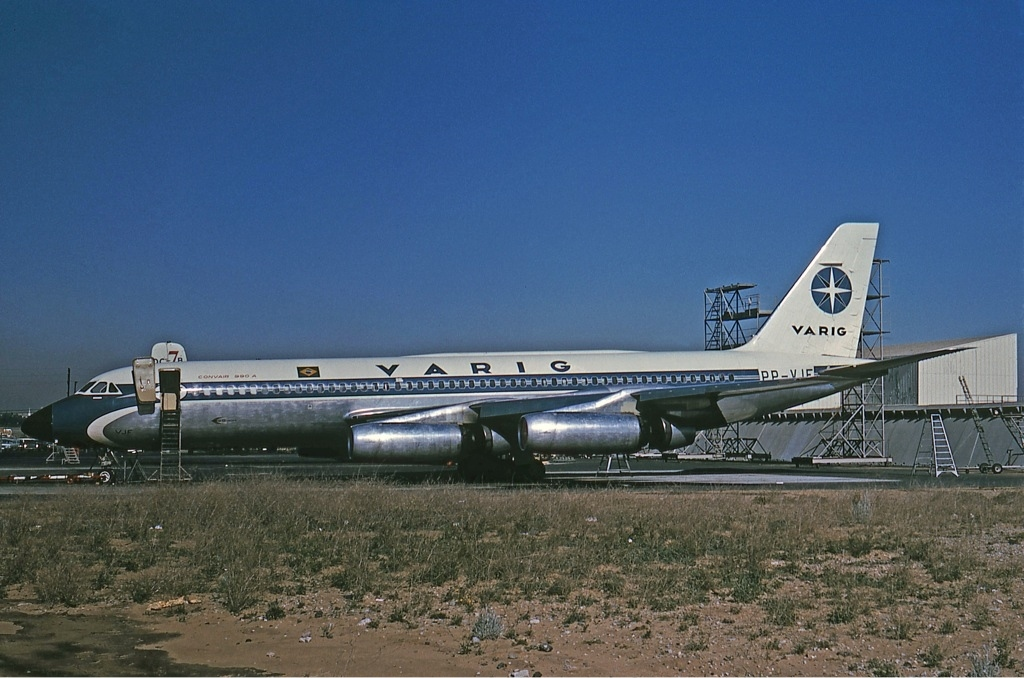
Eine Convair CV-990 der VARIG, Los Angeles 1963

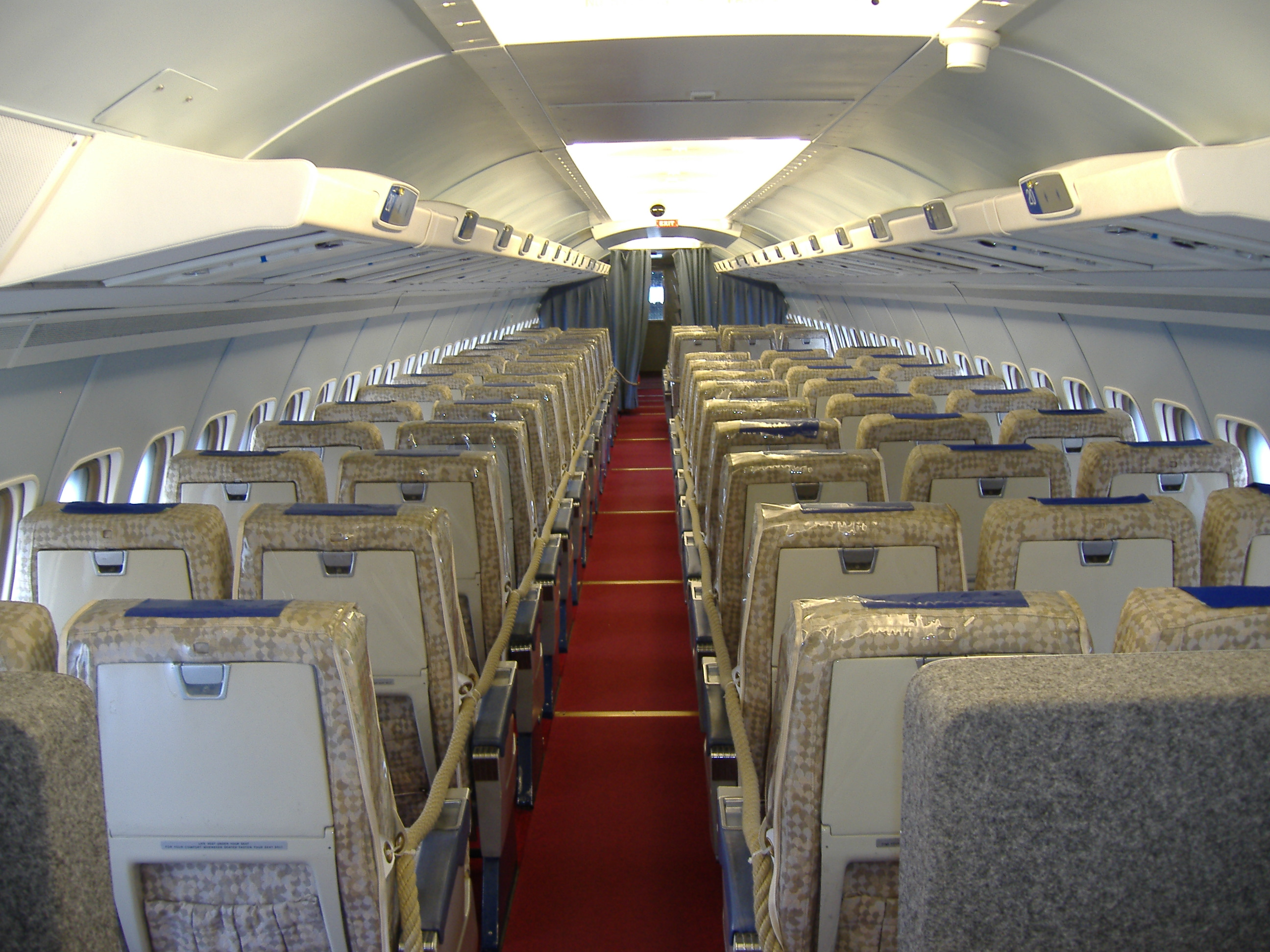
Kabine einer Convair CV-990 der Swissair im Verkehrshaus der Schweiz in Luzern

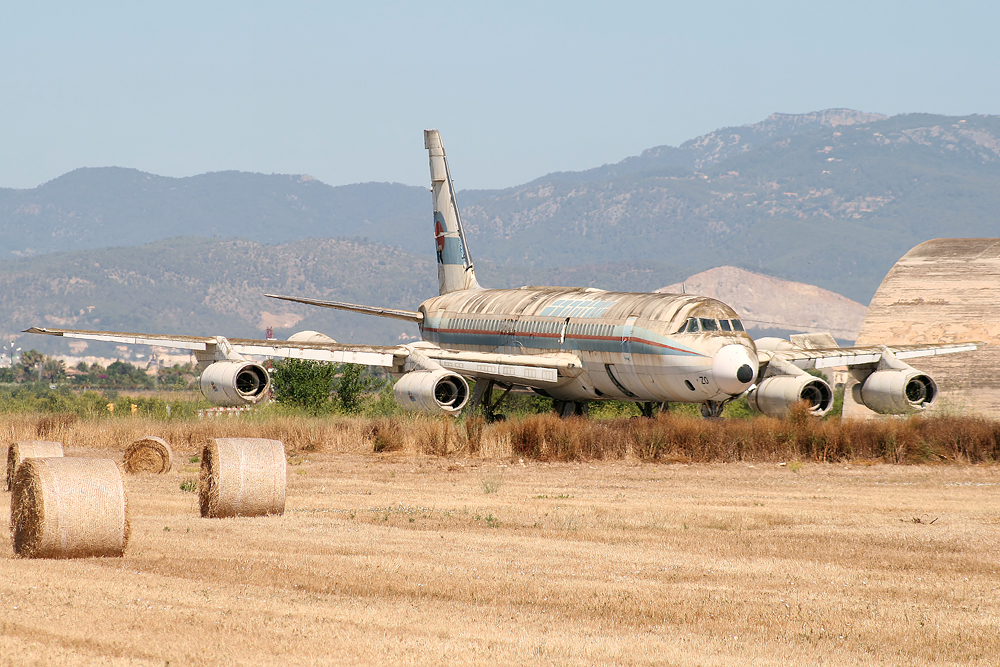
EC-BZO, die auf dem Flughafen Palma de Mallorca verbliebene Spantax Convair CV-990

Die erste Convair 990 verließ die Werkshallen in San Diego im November 1960 und startete am 24. Januar 1961 zu ihrem Erstflug. Während der Flugerprobung zeigten sich frühzeitig Steuerungsprobleme, die durch Turbulenzen an den innen liegenden Triebwerkspylonen verursacht wurden. Diese Turbulenzen beeinflussten die Wirksamkeit der Steuerklappen. Darüber hinaus vibrierten die äußeren Triebwerke unter bestimmten Einsatzbedingungen stark. Ende März 1961 wurden die Flugtests für einige Wochen unterbrochen, um Änderungen vorzunehmen, welche die Probleme beheben sollten. Ende April 1961 nahm man die Erprobung wieder auf. Mit den aerodynamischen Verbesserungen bezeichnete man den Typ nun als CV-990A. Convair musste feststellen, dass die Steuerungsprobleme und die Triebwerksvibrationen zwar behoben waren, das Flugzeug nun jedoch nicht mehr in der Lage war, die zugesicherte Reisegeschwindigkeit einzuhalten, ohne dabei unverhältnismäßig viel Treibstoff zu verbrauchen. Damit hielt die CV-990 auch die Garantien bezüglich Zuladung und Reichweite nicht mehr ein, die Convair den Kunden gegeben hatte. Convair startete daraufhin ein Programm zur Reduzierung des Luftwiderstands im Reiseflug. Gleichzeitig verschob sich die Zulassung durch die FAA vom Juni 1961 in den Dezember desselben Jahres.
Wegen der Leistungsprobleme und der verzögerten Zulassung des Typs musste Convair im Sommer 1961 zurück an den Verhandlungstisch mit den beiden Erstkunden American Airlines und Swissair sowie mit den Folgekunden SAS und Varig. Gegenüber American Airlines war Convair zu hohen Rabatten für die 20 bestellten CV-990 gezwungen, während SAS ihre Bestellung sogar stornierte – später jedoch zwei fabrikneue CV-990 von Swissair leaste – und Varig die Order auf nur drei Exemplare reduzierte.
Das erste Exemplar des Typs nahm am 7. Januar 1962 den Liniendienst bei American Airlines auf. Swissair erhielt fast parallel die erste Maschine und gab der Convair einen weiteren Namen, Coronado. Diese Bezeichnung wurde später allgemein für die CV-990 verwendet.
Convair hoffte, mit der CV-990 eine konkurrenzfähigere Weiterentwicklung der CV-880 anbieten zu können und somit das Problem der geringen Kapazität der CV-880 beheben und größere Verkaufserfolge erzielen zu können. Aufgrund der Probleme, die das Projekt jedoch bereits frühzeitig belasteten, verkaufte sich auch die CV-990A nicht annähernd so gut wie die Flugzeuge der Konkurrenten Boeing und Douglas. Das Programm sollte sich nicht mehr von den frühen Rückschlägen erholen. Nach nur knapp drei Jahren wurde die Produktion der CV-990 bereits 1963 wieder eingestellt. Bis zu diesem Zeitpunkt wurden lediglich 37 CV-990/990A ausgeliefert. Die Gesamtproduktion der CV-880/990-Familie – auch die Produktion der Convair 880 lief 1963 aus – belief sich auf nur 102 Exemplare. Wegen der durch den Misserfolg entstandenen finanziellen Verluste stellte Convair die Entwicklung und Produktion ziviler Flugzeuge ein. Stattdessen widmete man sich wieder verstärkt der militärischen Luftfahrt sowie der Rolle als Zulieferer der Luft- und Raumfahrtindustrie.
Spantax war einer der letzten kommerziellen Betreiber der CV-990. Man setzte zwei Exemplare des Typs noch bis 1987, kurz vor dem endgültigen Bankrott der Gesellschaft im März 1988, regelmäßig ein. Die meisten ehemaligen CV-990 der Spantax einschließlich der beiden letzten Exemplare wurden am Flughafen Palma de Mallorca abgestellt. Nach und nach wurden die Flugzeuge verschrottet, so dass sich derzeit nur noch eine letzte Convair 990 – ehemaliges Kennzeichen EC-BZO – dort befindet. Seit Ende der 1990er Jahre gab es Bestrebungen, das Flugzeug zu restaurieren, was jedoch lange an fehlenden finanziellen Mitteln scheiterte. Im Jahr 2017 begannen erste Restaurierungsarbeiten. Es gab Pläne das Flugzeug zu verschrotten, was von Fans verhindert wurde. (Standort: 39° 33′ 29,7″ N, 2° 44′ 52″ O)

## Betreiber (historisch)

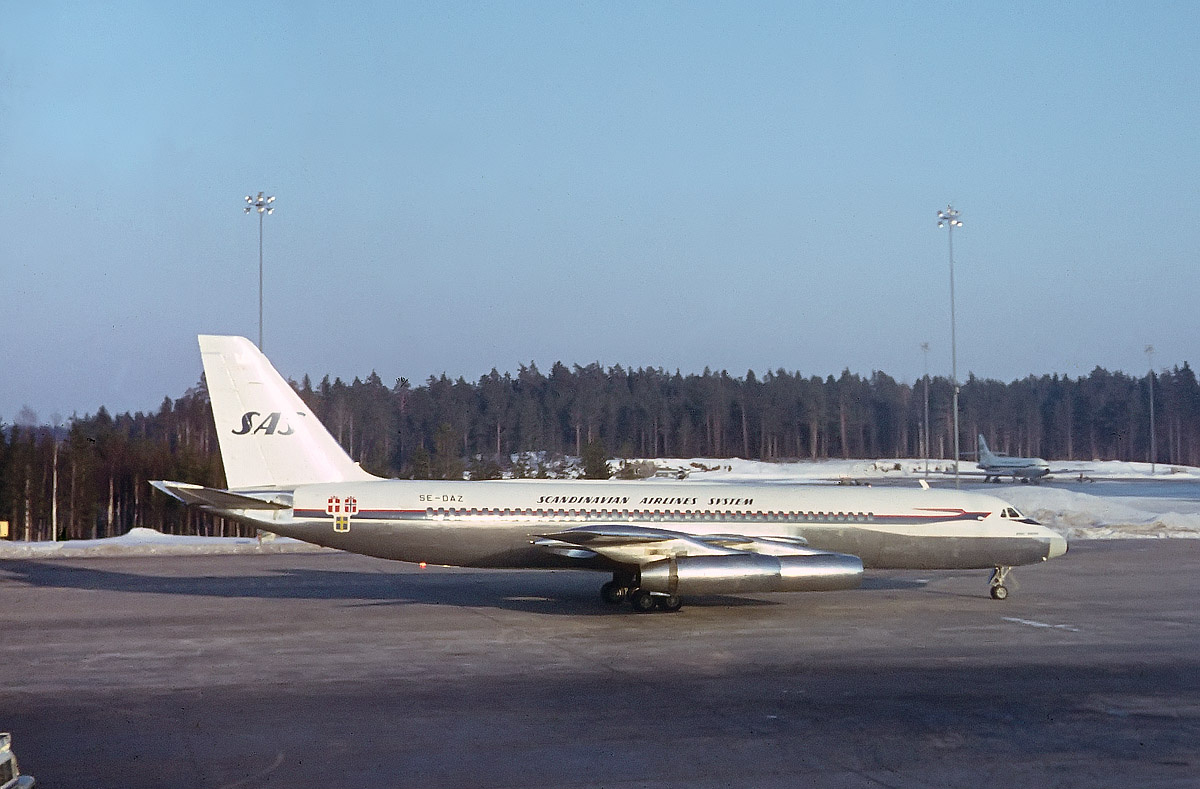
Convair CV 990 der SAS

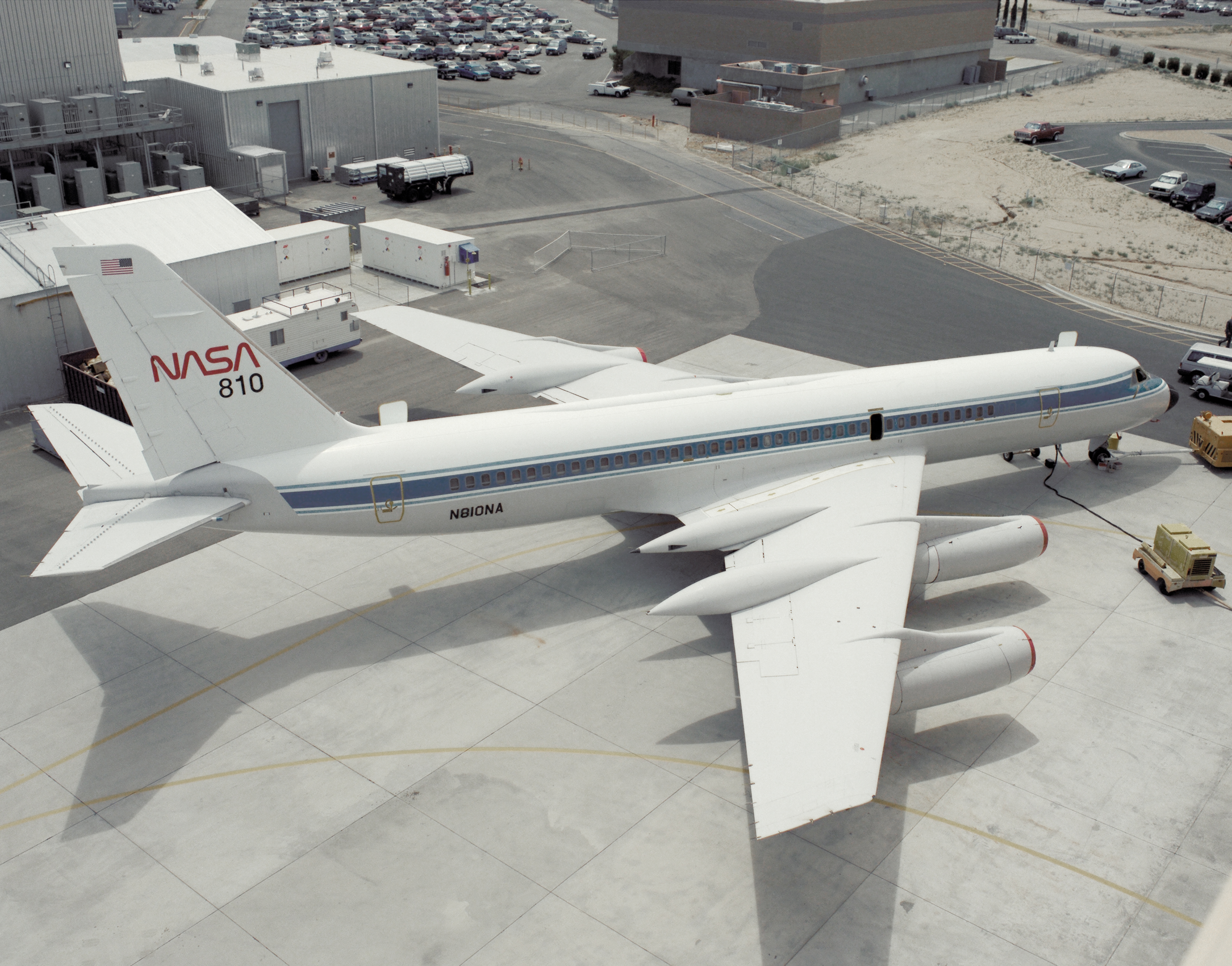
Convair 990 der NASA ausgestellt vor dem Eingang des Mojave Air & Space Port

### Betreiber werksneuer Maschinen
- Aerolineas Peruanas (APSA)
- Alaska Airlines
- American Airlines
- Balair (geleast von Swissair)
- Garuda Indonesia
- SAS (geleast von Swissair)
- Swissair
- Varig

### Betreiber gebrauchter Maschinen
- Air Ceylon (1974 geleast von Swissair)
- Air France (Modern Air Transport setzte eine Maschine von April bis August 1967 im Wet-Lease für Air France in deren Farben ein.)
- AREA Ecuador
- Ciskei International Airways
- Continental International Airways
- Denver Ports of Call
- Federal Aviation Administration (erwarb u. a. die erste gebaute CV-990)
- Galaxy Airlines
- Iberia (geleast von Spantax)
- Internord
- Lebanese International Airways
- Middle East Airlines
- Modern Air Transport
- NASA (letzter Betreiber des Typs)
- Nomads Travel Club
- Nordair
- Northeast Airlines (geleast von American Airlines)
- Paradise 1000 Travel Club
- Spantax
- Thai Airways (geleast von SAS)

## Zwischenfälle

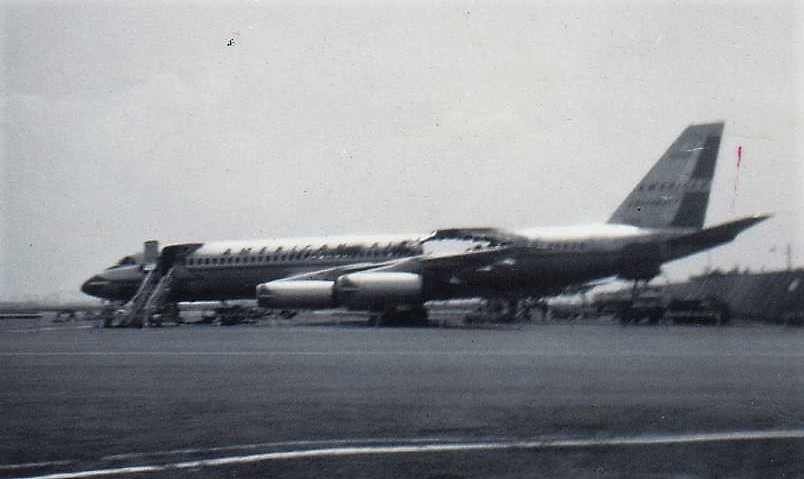
Die durch Feuer zerstörte Convair CV-990 N5616 der American Airlines, Newark Juni 1963

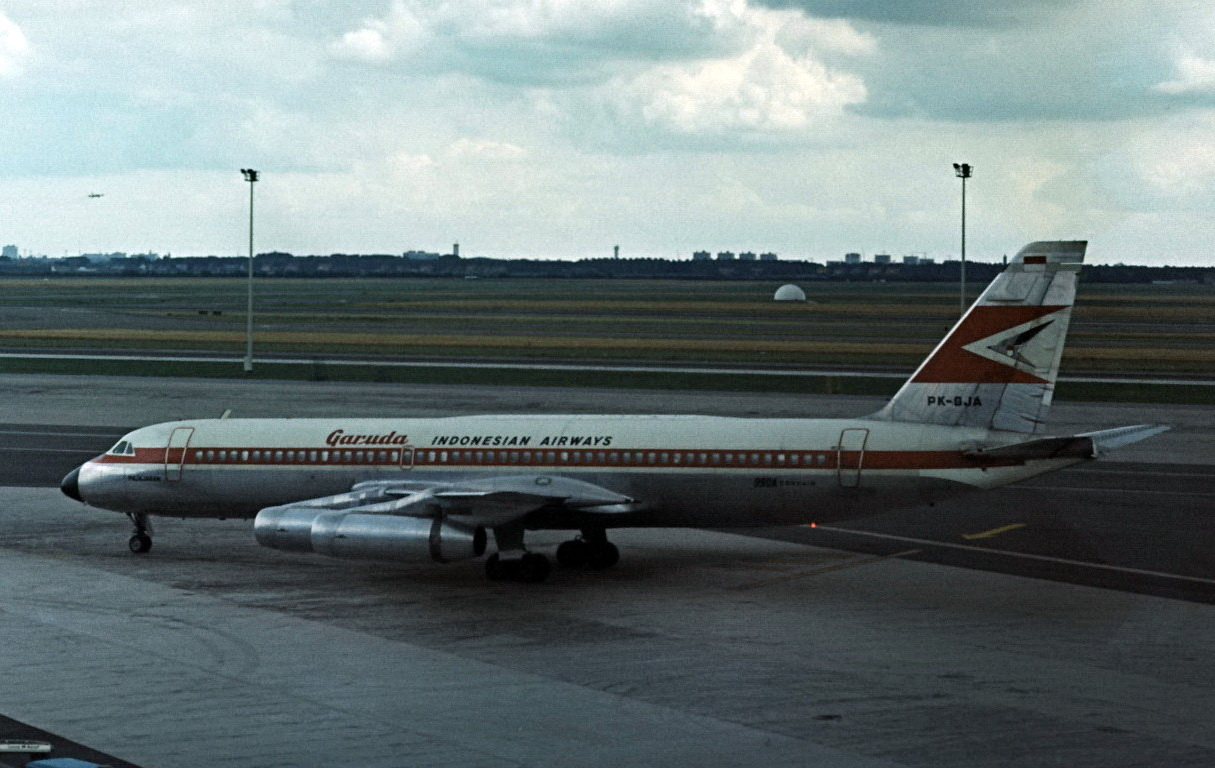
Die im Mai 1963 bei Bombay abgestürzte Convair CV-990 PK-GJA der Garuda Indonesia, Amsterdam Anfang 1963

Vom Erstflug 1961 bis zum Betriebsende 1988 kam es mit Convair CV-990 zu 11 Totalschäden. Bei 5 davon kamen 258 Menschen ums Leben. Vollständige Liste:
- Am 30. Mai 1963 geriet an einer Convair CV-990 der US-amerikanischen American Airlines N5616 auf dem Flughafen Newark (USA) das Hilfstriebwerk (APU) in Brand. Das Flugzeug brannte aus. Personen kamen nicht zu Schaden. Es war der erste Totalverlust einer CV-990.[5]

- Am 28. Mai 1968 stürzte eine Convair CV-990 der Garuda Indonesia (Luftfahrzeugkennzeichen PK-GJA) etwa viereinhalb Minuten nach dem Start vom Flughafen Bombay nahezu senkrecht zu Boden. Alle 29 Insassen, 14 Besatzungsmitglieder und 15 Passagiere, sowie eine Person am Boden kamen ums Leben. Es stellte sich heraus, dass alle vier Triebwerke ausgefallen waren, da die Maschine in Bombay versehentlich mit Benzin statt Kerosin fehlbetankt wurde. Dies war der erste Totalverlust einer CV-990 mit Todesopfern (siehe auch Garuda-Indonesia-Flug 892)[6]

- In der Nacht vom  28. auf den 29. Dezember 1968 landeten israelische Kommandotruppen auf dem Flughafen Beirut und sprengten 14 Flugzeuge verschiedener, meist libanesischer Fluggesellschaften, als Vergeltung für einen palästinensischen Angriff auf ein israelisches Flugzeug am 26. Dezember 1968 in Athen. Darunter waren auch zwei Convair CV-990 (OD-AEW und OD-AEX) der Lebanese International Airways, die außerdem mit zwei Douglas DC-7 den Großteil ihrer Flotte verlor und im darauffolgenden Januar ihren Betrieb einstellen musste.[7][8]

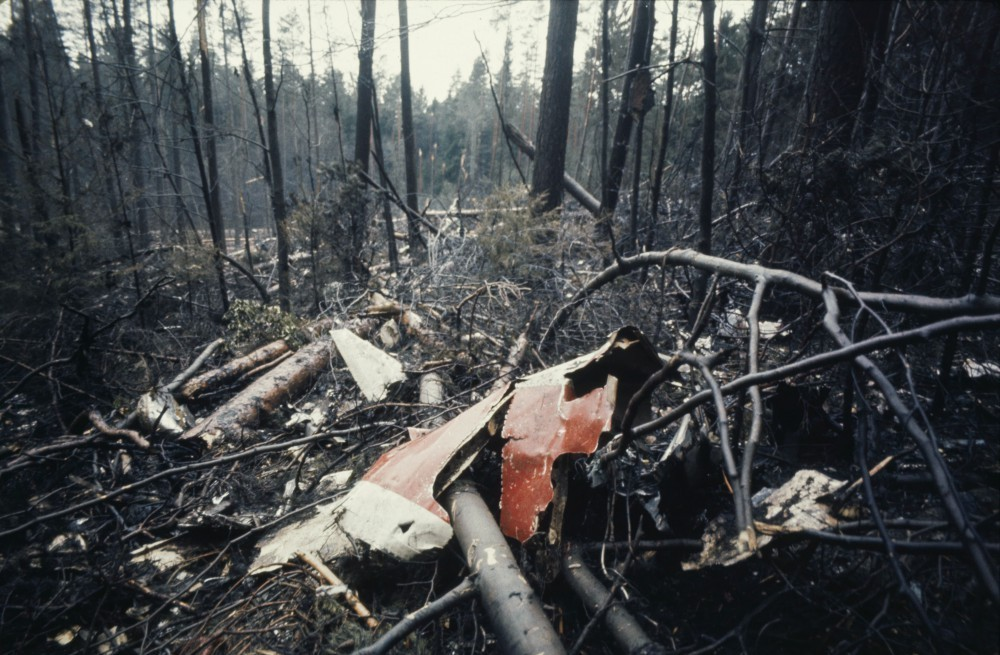
Die im Februar 1970 abgestürzte Convair CV-990 HB-ICD der Swissair

- Am 5. Januar 1970 wurde beim Start einer Convair CV-990 der Spantax (EC-BNM) von Stockholm nach Palma de Mallorca der Ausfall eines Triebwerkes bemerkt. Der Start wurde abgebrochen und die Maschine mit dem Kennzeichen EC-BNM rollte zum Terminal zurück. Danach sollte die Maschine ohne Passagiere mit nur drei funktionierenden Triebwerken nach Zürich zur Reparatur geflogen werden. Während des Starts geriet die Maschine bei schlechtem Wetter und starkem Wind außer Kontrolle, streifte einige Baumwipfel und stürzte schließlich ab. Fünf der zehn Besatzungsmitglieder starben (siehe auch Flugunfall der Spantax bei Stockholm).[9]

- Am 21. Februar 1970 stürzte nach einer Bombenexplosion die Convair CV-990 HB-ICD der Swissair bei Würenlingen (Schweiz) ab. Alle 47 Menschen an Bord starben (siehe auch Swissair-Flug 330).[10]

- Am 8. August 1970 wurde eine Convair CV-990 der US-amerikanischen Modern Air Transport (N5603) beim Landeanflug auf den Flughafen Acapulco zu tief angeflogen, kollidierte mit der Anflugbefeuerung und geriet in Brand. Alle acht Besatzungsmitglieder, die einzigen Insassen auf dem Überführungsflug, wurden verletzt.[11]

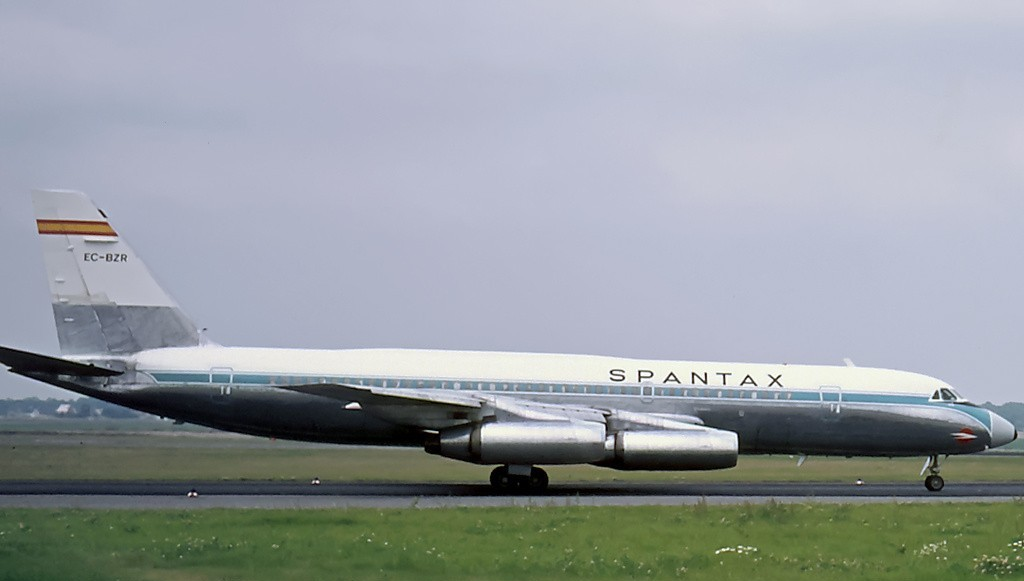
Die im Dezember 1972 in Teneriffa abgestürzte Convair CV-990 EC-BZR in Düsseldorf 1972

- Am 3. Dezember 1972 ereignete sich der schwerste Unfall einer CV-990. Auf dem Flug vom Flughafen Los Rodeos (heute: Teneriffa Nord) nach München-Riem geriet die Spantax-Maschine EC-BZR während des Starts bei nahezu Null Sicht in etwa 90 m Flughöhe außer Kontrolle, überschlug sich und zerschellte schließlich am Boden. Alle 148 Passagiere (vorwiegend deutsche Urlauber) und 7 Besatzungsmitglieder starben (siehe Spantax-Flug 275).[12]

- Am 12. April 1973 kollidierte eine Convair CV-990 der US-amerikanischen NASA (N711NA) im Anflug auf das Moffett Airfield (Kalifornien, USA) von oben kommen mit einer Lockheed P-3C Orion (Bu 157332) der US Navy. Beide Flugzeug stürzten etwa 500 Meter südlich des Flugplatzes ab. Der Fluglotse hatte den Piloten der CV-990 eine geänderte Landebahn zugewiesen, ohne sie darauf hinzuweisen. Alle 11 Insassen, Besatzungsmitglieder und Passagiere, kamen ums Leben, ebenso wie die 5 Insassen der Orion. Dies war der letzte Totalverlust einer CV-990 mit Todesopfern.[13]

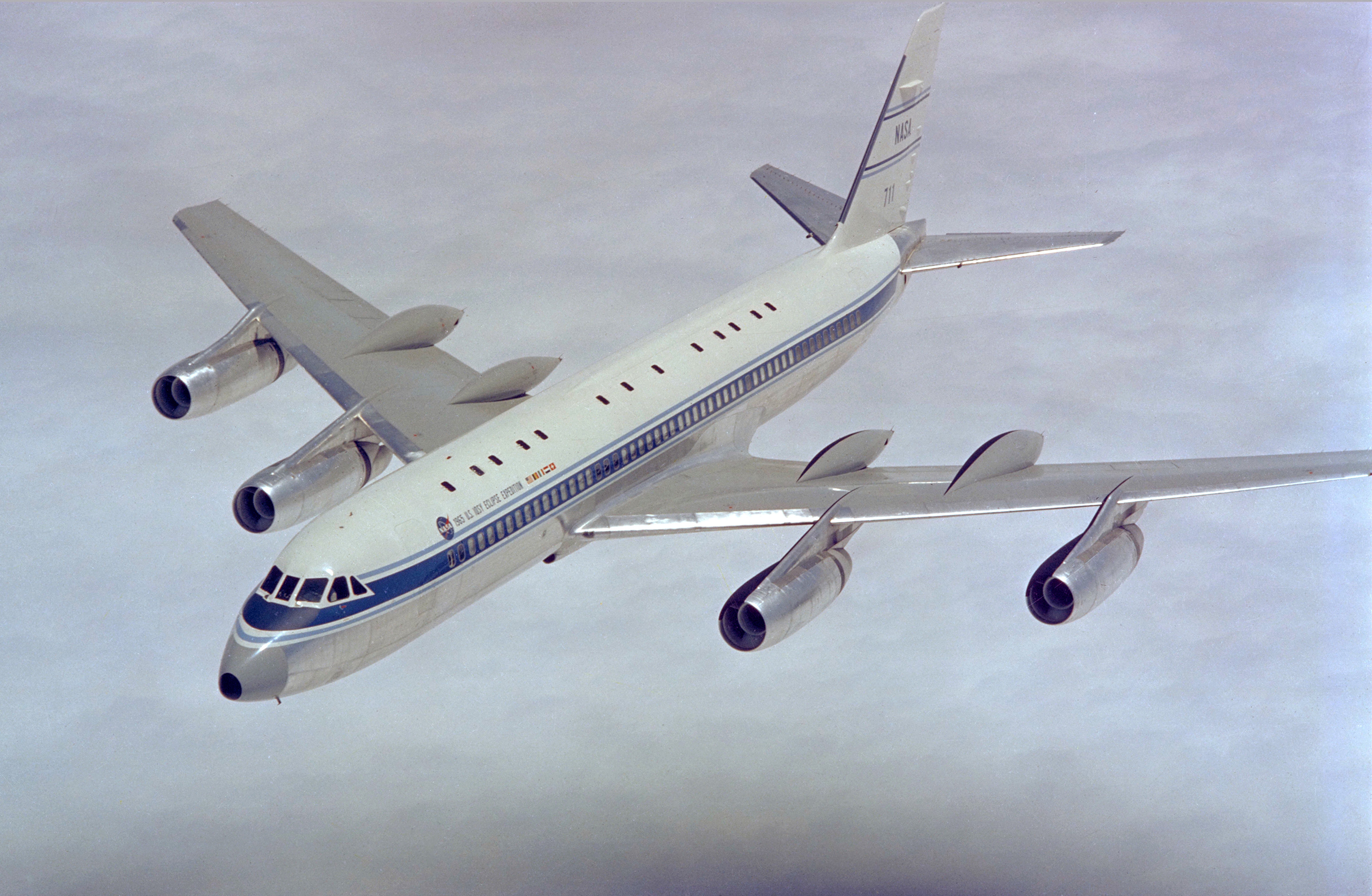
Die im Juli 1985 in March verunglückte Convair CV-990 N711NA der NASA, 1965

- Am 10. September 1973 geriet eine Convair CV-990 der US-amerikanischen California Airmotive Corp. (N7876) bei der Landung auf der Guam-Agana Naval Air Station (Guam, USA) in starkem Regen von der Landebahn ab und kollidierte dort mit einer Radarstation und einem Feuerwehrauto. Das Flugzeug wurde irreparabel beschädigt. Alle vier Besatzungsmitglieder, die einzigen Insassen auf dem Überführungsflug, überlebten den Unfall.[14]

- Am 17. Juli 1985 platzten an einer Convair CV-990 der US-amerikanischen NASA (N712NA) beim Start von der March Air Force Base (Kalifornien, USA) bei hoher Geschwindigkeit die zwei vorderen Reifen des rechten Hauptfahrwerks. Beim Startabbruch wurde auch der rechte Tragflächentank beschädigt, so dass es zu einem intensiven Brand kam. Alle 19 Insassen, vier Besatzungsmitglieder und 15 Passagiere, überlebten den Unfall. Das Flugzeug wurde zerstört. Es war der letzte Totalverlust einer CV-990.[15]

## Technische Daten
| Kenngröße                    | Daten                                                          |
| ---------------------------- | -------------------------------------------------------------- |
| Besatzung                    | 5                                                              |
| Passagiere                   | 90–149                                                         |
| Länge                        | 42,49 m                                                        |
| Spannweite                   | 36,58 m                                                        |
| Höhe                         | 12,04 m                                                        |
| Flügelfläche                 | 209 m²                                                         |
| Flügelstreckung              | 6,4                                                            |
| Nutzlast                     |                                                                |
| Leermasse                    | 54.893 kg                                                      |
| max. Startmasse              | 115.750 kg                                                     |
| Reisegeschwindigkeit         | 917 km/h                                                       |
| Höchstgeschwindigkeit        | 1030 km/h                                                      |
| Dienstgipfelhöhe             | 12.495 m                                                       |
| Reichweite bei max. Nutzlast | 6116 km                                                        |
| max. Reichweite              | 8900 km                                                        |
| Startbahnlänge               | 2775 m                                                         |
| Landebahnlänge               | 1690 m                                                         |
| Triebwerke                   | 4 × Turbofans General Electric CJ-805-23B mit je 71,4 kN Schub |

## Erhaltene Exemplare
Einige wenige der nur 37 produzierten CV-990 sind bis heute in besserem Zustand als die genannte ehemalige Spantax-Maschine erhalten geblieben. Eine Coronado der Swissair steht im Verkehrshaus der Schweiz in Luzern, ein weiteres Exemplar befindet sich als Erkennungsmerkmal am Flughafen Mojave in Kalifornien.